# Ilana Cicurel
Pour les articles homonymes, voir Cicurel.
Ilana Cicurel, née le 8 février 1972 à Paris, est une avocate et femme politique française.
Elle est depuis 2017 membre du bureau exécutif de La République en marche (LREM) au sein duquel elle est déléguée chargée de l'éducation, l'enseignement supérieur et la recherche.
Candidate sur la liste Renaissance (LREM, Modem, Agir), elle a été élue députée lors des élections européennes du 26 mai 2019 et siège au Parlement européen à partir du 1er février 2020, date du retrait du Royaume-Uni de l'Union européenne,.

## Situation personnelle
Ilana Cicurel est la fille de Raymond Cicurel et de Francine Wiener, professeur de linguistique à l'université Sorbonne-Nouvelle. Elle est aussi une demi-sœur de l'économiste et chef d'entreprise Michel Cicurel.
En 2005, elle soutient une thèse de doctorat en droit à l'université de Paris I. Elle est avocat au Barreau de Paris, depuis sa prestation de serment en date du 24 octobre 2018.

## Parcours professionnel
Après avoir enseigné le droit privé à l'université de Paris I, elle devient animatrice et productrice de programmes radio sur RCJ 94.8 FM, la Radio de la Communauté Juive. Elle y intervient régulièrement, entre 1992 et 2015, en animant de nombreuses émissions politiques, culturelles et d'information. Elle y a notamment produit et animé plusieurs émissions hebdomadaires d'entretiens avec des personnalités du monde culturel, intellectuel et politique, dont Qui Vive, une émission d'entretiens avec Alain Finkielkraut pendant cinq ans. Elle travaille au documentaire L’imparfait du présent consacré à Alain Finkielkraut, diffusé dans la série Empreintes sur France 5, rediffusé sur Public Sénat.[réf. nécessaire]
Elle a également collaboré à L'Express,,,,,.
En 2008, elle rejoint l'Alliance israélite universelle, grande organisation éducative juive internationale fondée en 1860. L’AlU, qui a pendant plus de 30 ans été présidée par René Cassin, vice-président du Conseil d'Etat, regroupe de nombreuses écoles alliant la tradition juive au modèle éducatif français, dont les établissements se situent en France, en Israël, au Maroc, au Canada et en Europe. Ilana Cicurel en a été la directrice de l'enseignement et du réseau scolaire entre 2011 et 2015 puis la directrice générale jusqu’en 2018,.
Devenue avocate en octobre 2018, elle rejoint alors le cabinet d’avocats ML&A pour travailler sur les activités liées au droit de la presse, de la communication et de la propriété intellectuelle.

## Parcours politique
En 2015, elle noue des liens avec Emmanuel Macron - alors ministre de l’Économie, de l’Industrie et du Numérique - lors de son voyage officiel en Israël. Elle a organisé en septembre 2015 en Israël sa visite du collège franco-israélien R. Leven à Mikvé-Israël,. En 2016, elle le reçoit pour une visite du groupe scolaire de l'A.I.U. à Pavillons-sous-Bois,.
En 2017, elle s'engage dans la campagne présidentielle aux côtés d'Emmanuel Macron et est investie par La République en marche aux élections législatives de 2017 dans la quatrième circonscription de Paris,, qui comprend les quartiers Dauphine et Chaillot dans le 16e arrondissement de Paris et Ternes et Monceau dans le 17e arrondissement. Au premier tour, elle arrive en tête avec 46 % des voix, devant Brigitte Kuster (36,4 %),. Au deuxième tour, elle perd face à Brigitte Kuster qui obtient 51,51 % des voix.
Elle est nommée en 2017 membre du Conseil de LREM en tant que personnalité désignée au regard de leur contribution à la vie du mouvement et élue comme membre du bureau exécutif de La République en marche  (LREM) dont elle est déléguée chargée de l’éducation, l'enseignement supérieur et la recherche.
En mai 2018, elle lance le collectif citoyen « Je m’engage pour l’École ».
Candidate sur la liste Renaissance (LREM, Modem, Agir), elle est élue députée lors des élections européennes du 26 mai 2019. Elle siège au Parlement européen à compter de la date du retrait du Royaume-Uni de l'Union européenne,. Son entrée en fonction intervient le 1er février 2020. Elle y est membre de la Commission des affaires juridiques, de la Commission du contrôle budgétaire, et de la Commission de la culture et de l'éducation. Elle est également membre suppléante de la Commission de l'emploi et des affaires sociales.
Le 14 mai 2021, le Premier ministre lui confie une mission visant à renforcer la dimension européenne du système éducatif français dans la perspective de la présidence française du Conseil de l'Union européenne à compter du 1er janvier 2022.
Le 1er juillet 2021, elle remet son rapport « Faire de l'école le cœur battant de l'Europe - Mobilité des professeurs et jumelages des établissements scolaires : un enjeu de transformation du système éducatif français », à Jean-Michel Blanquer, ministre de l'Éducation nationale, de la Jeunesse et des Sports et à Clément Beaune, secrétaire d'État chargé des Affaires européennes,.